# 583
Năm 583 là một năm trong lịch Julius.